# Cyclosorus triphyllus
Cyclosorus triphyllus là một loài thực vật có mạch trong họ Thelypteridaceae. Loài này được (Sw.) Tardieu in Tardieu & C. Chr. mô tả khoa học đầu tiên năm 1938.